# Центральный Комитет Коммунистической партии Беларуси
Центральный Комитет Коммунистической партии Беларуси (бел. Цэнтральны камітэт Камуністычнай партыі Беларусі), сокращённо ЦК КП(б)Б — высший партийный орган Коммунистической партии Беларуси, избиравшийся съездами Центрального комитета для ведения текущей работы партии. Деятельность ЦК проводилась с 1924 по 1991 год.

## История
История Центрального Комитета началась с проведения VIII съезда КП(б)Б, когда было решено создать ЦК в составе 25 членов и 7 кандидатов и наделить его высшими партийными полномочиями.
Центральный Комитет избирался съездом КПБ в установленном им количестве членов и кандидатов в члены ЦК. По мере роста кадров КПБ, масштабов и сложности задач количество членов ЦК увеличивалось. В своей деятельности руководствовался программой и Уставом КПСС, решениями съездов КПСС и КПБ, пленумов ЦК КПСС. Пленумы ЦК КПБ созывались не реже одного раза в четыре месяца.
Центральный Комитет прекратил свою деятельность 25 августа 1991 года, когда БССР провозгласил свою независимость от СССР.

## Структура
В соответствии с последующими съездами Коммунистической партии Беларуси, Центральный Комитет имел главенство над следующими партийными органами:
- Секретариат Центрального Комитета Коммунистической партии Беларуси
- Ревизионная комиссия Коммунистической партии Беларуси
- Бюро Центрального комитета Коммунистической партии Беларуси
- Ленинский Коммунистический союз молодежи Беларуси